# Josep Roig Boada
Josep Roig Boada (Terrassa, 6 d'agost de 1957) és un músic, compositor, productor musical i tècnic de so de Temps Record.
Roig ha produït i ha col·laborat amb molts músics en els seus projectes, tant com a tècnic de so, com a través del segell discogràfic Temps Record. Una d'aquestes produccions, “Els amants de Lilith” (Temps Record, 2008) de Lídia Pujol, va ser nomenada dins de les 20 millors produccions discogràfiques del Womex a l'any 2008.